# Gheorghe Tătărescu
Pentru pictorul Gheorghe Tattarescu, vezi Gheorghe Tattarescu
Gheorghe Tătărăscu (n. 2 noiembrie 1886, Târgu Jiu, România – d. 28 martie 1957, București, România) a fost  cel de-al 36-lea prim-ministru al României în perioada 1934-1937 (din partea PNL) și în perioada 1939-1940 (din partea FRN). Gheorghe Tătărăscu a deținut și alte portofolii ministeriale; a fost martor al acuzării în  procesul lui Lucrețiu Pătrășcanu. Numele lui s-a ortografiat și Tătărescu în epocă.
Este absolvent al Liceului „Carol I” din Craiova.
A fost ambasador la Paris din 1938 și până la 1 septembrie 1939, când a fost chemat în țară (și în locul lui a fost trimis de la Varșovia Richard Franasovici).
La Muzeul Olteniei se află expus stiloul din aur cu care Tătărăscu a semnat tratatul de asistență mutuală româno-francez ce garanta siguranța unității naționale române după Primul Război Mondial.
S-a căsătorit cu Arethia Tătărescu în 1906, președinta Asociației Femeilor din Gorj, implicată în ridicarea monumentelor lui Constantin Brâncuși la Târgu Jiu.

## Anii  tinereții
Gheorghe Tătărescu era fiul generalului  Nicolae Tătărescu (1850-1916) din satul Vlăduleni, comuna Bîlteni-Gorj și al soției sale Speranța, născută Pârâianu (1858-1920). Nicolae Tătărescu a avut o carieră militară strălucită: intrat în școala militară în 1867, a devenit sublocotenent în 1869, maior în 1884, colonel în 1892 și general de brigadă în 1898, îndeplinind, pentru o vreme, funcțiile de secretar general la Ministerul de Război și Șeful Statului-Major al Armatei Române. Era fiul lui Gheorghe Tătărescu (1824-1872) și al soției acestuia, Dumitrana, născută Hurezeanu (1835-1909). Pârâienii, familia mamei politicianului interbelic, făceau parte din vechea boierime a Olteniei, putând fi urmăriți documentar până în sec. al-XV-lea și se trăgeau din vechii boieri din Baia de Fier și Alun. Speranța era fiica pitarului Zamfir Pârâianu, prefect de Gorj, și a Sevastiței, născută Frumușanu (1819-1911). Așadar și bunica maternă a omului politic aparținea unei cunoscute familii boiereștii gorjene. Ea i-a călăuzit pașii copilăriei viitorului om politic,  iar tatăl său îi era model, fiindcă luptase pe frontul pentru cucerirea Plevnei la 1877 și era militar cu renume de membru în comisia de pace cu turcii.
După ce termină studiile în Drept, pleacă la Paris, unde a urmat Dreptul și Economia Politică și a luat parte la activitatea cercurilor socialiste. Susține doctoratul în științe juridice în anul 1912 cu teza „La régime électoral et parlamentaire en Roumanie”. În lucrare, el făcea o critică a regimului parlamentar din România și demonstra necesitatea votului universal: „După cincizeci de ani de la Constituția din 1866 viața politică și forța politică se află aproape exclusiv în mâinile claselor privilegiate [...] pentru a pune capăt minciunii parlamentare trebuie să se pună capăt minciunii electorale. Credem că am demonstrat în acest studiu că dacă parlamentul este o ficțiune, se datorește faptului că alegerile din care a ieșit sunt niște ficțiuni. Trebuie deci ca parlamentul să fie expresia voinței țării, pentru ca guvernul să poată fi expresia voinței parlamentului. Reorganizarea sistemului electoral – iată cu ce trebuie început”. Teza semăna mai mult cu un eseu politic în care erau criticate stările de lucruri din România la începutul sec. XX decât o dizertație juridică de drept constituțional.
După ce și-a terminat studiile, a deținut, pentru scurt timp, în anul 1913, funcția de avocat al Statului pentru Ministerul Instrucțiunii Publice. Însă mai atras părea să fie de publicistică, cu care cocheta încă din perioada studenției colaborând la revista “Semănătorul” și ziarul “Neamul Românesc”. În 1918-1919 a fost și directorul ziarului “Cuvântul Gorjului", observator obiectiv al sistemului politic și administrativ din România. “Sa avem curajul greșelilor noastră, spunea el, […] superficialitatea, incompetența, incapacitatea, lipsa de conștiință s-au dovedit a prezida la toată activitatea tuturor ramurilor statului, otrăvite de politicianismul și de tovarășul inseparabil al acestuia, favoritismul”.
În anul 1916, Gheorghe Tătărescu s-a căsătorit cu Aretia Piteșteanu, familie înrudită, la rându-i, cu neamuri boierești de viță veche din Țara Românească. Aretia era o femeie cu stare și binevăzută în societatea acelor vremuri. După primul război mondial s-a instalat în Poiana Gorj, locul natal al soțului ei, și a pus bazele unei societăți de binefacere  care avea drept scop renașterea covorului și a broderiei oltenești. A înființat și un atelier în acest scop, de covoare oltenești, cu modele oarecum modernizate, adaptate la noua formă de mobilier. Întoarcerea lui Brâncuși în România i s-a datorat tot ei.								
Fiind ofițer de rezervă încă din 1909, Gheorghe Tătărescu a luat parte la campania din Bulgaria în timpul celui de-al doilea război balcanic din 1913, însă datorită sănătății sale precare a fost repartizat părții sedentare a regimentului 18 Infanterie chiar în ziua mobilizării. Refuzând, s-a prezentat la raportul comandantului și a cerut să plece cu regimentul activ. A obținut, apoi, comanda companiei a 16-a cu 4 luni înainte de mobilizarea generală. În noaptea de 16-17 august 1917, Tătărescu a luat parte la primele lupte ale batalionului din care făcea parte. Însă, din cauza sănătății sale șubrede, nu a putut participa la campanii deoarece a fost trecut în cadrele părții sedentare. Vintilă Brătianu îl recomandă șefului Statului Major, care îl atașează ca profesor la Școala militară de infanterie, unde a stat până la demobilizare. Nu a mai putut continua nici aici din cauza bolii sale care s-a dovedit a fi o problemă organică la inimă. 						
Tânărul Tătărescu nu a avut o carieră militară  pe măsura celei a tatălui său, pe care îl admira, însă a rămas cu conștiința împăcată că și-a făcut datoria acolo unde i s-a cerut: „...nu am revendicat niciodată și nu revendic titluri de glorie sau de eroism, nu-mi recunosc nici un merit deosebit dar iarăși am conștiința că în diferite situații în care m-a pus încrederea acelor cari au fost șefii mei, mi-am făcut în întregime datoria și poate mai mult decât atât” - spunea el într-un articol al ziarului „Cuvântul Gorjului” în 1918.

## Începutul carierei politice
Gheorghe Tătărescu a intrat în viața politică militantă în anul 1912, când s-a înscris în Partidul Național Liberal condus de Ion I. C. Brătianu. Liderul partidului a apreciat perspicacitatea și spiritul de combativitate al tânărului om politic. Dacă în 1914 era prea devreme, la următoarele alegeri parlamentare, din 1919, Tătărescu a fost înscris pe listele național-liberale și ales deputat de Gorj. S-a remarcat de la început prin incisivele și valoroasele sale discursuri în Adunarea Deputaților și în Senat. Politicianul avea să declare mai târziu, în 1932, despre alegerea sa ca deputat: „Când județul acesta căruia îi datorez ființa mea politică și căruia îi voi închina cu recunoștință toate gândurile și toate puterile mele de înfăptuire, când județul acesta mi-a reînoit încrederea sa, m-am legătuit să vin regulat în mijlocul d-tră pentru a da socoteală de mandatul pe care mi l-ați încredințat și pentru a vă lămuri, în același timp, toate problemele care stau în fața Parlamentului”.
Demnitarul liberal avea în coordonare, la Ministerul de Interne, Poliția și Jandarmeria. El a introdus metode moderne în conducerea acestor două instituții, încercând să îmbunătățească activitatea lor.

### Înăbușirea revoltei de la Tatar Bunar
O primă acțiune importantă din această calitate a fost înăbușirea revoltei de la Tatarbunar în septembrie 1924, o mișcare insurecțională provocatoare din sudul Basarabiei, pusă la cale de agenții Internaționalei Comuniste, dirijați de la Moscova, al cărei scop era extinderea revoluției bolșevice spre apus, prin crearea unei republici sovietice pe teritoriul României și dezmembrarea statului român. În zilele de 15, 16 și 17 septembrie 1924, situația la Tatar-Bunar și în alte comune din împrejurimi devenise alarmantă și nu mai putea fi tolerată. Ministerul Apărării și Ministerul de Interne au luat măsuri energice pentru restabilirea ordinii. În legătură cu această acțiune, Tătărescu declara în fața parlamentarilor: „Domnilor deputați, știți ce s-a petrecut apoi și știți cu câtă grabă au intervenit Jandarmeria și Armata, cunoașteți cu toții împrejurările care au întovărășit acțiunea acestei armate, care în câteva zile a restabilit ordinea în cele câteva sate ocupate și terorizate de bande...” Discursul publicat sub numele „Internaționala a III-a și Basarabia”, rostit în Adunarea Deputaților la 9 decembrie 1925, expunere amănunțită a chestiunii revoltei de la Tatar Bunar și profesiune de credință în ce privea funcția internațională a statului român, de apărător al ordinii democratice europene, a fost unanim aprobată de Parlamentul României, marcând un moment hotărâtor în cariera politică a lui Gheorghe Tătărescu.

### Criza dinastică și Restaurația
Gheorghe Tătărescu a întocmit și dat publicității în noiembrie 1927, într-o formă obiectivă, sub titlul „Acte și corespondență relative la renunțările la tron ale fostului principe moștenitor (1918-1919- 1925), cu reproduceri fotografice de pe originale”, în anexe, întregul dosar documentar al acestei chestiuni. Tot în acest sens, la 31 decembrie 1925, Tătărescu ordonă prefecților, după ședința Consiliului de Coroană care luase act de a treia renunțare la tron a principelui Carol, să confiște și să distrugă orice ziar, broșură, afiș, fotografie sau insignă care ar fi avut drept scop consemnarea tendențioasă a actului de abdicare a prințului moștenitor. Li se cerea, de asemenea, prefecților, să pună în lumină caracterul personal, intim al acestui act străin de orice amestec politic.
În 1926, într-o declarație a lui Tătărescu pentru ziarul „Adevărul”, acesta afirma că sprijinitorii lui Carol erau: 
| “ | Un lung șir de aventurieri; străini sau înstrăinați de neam, naufragiați ai vieții căutând un liman dătător de nădejdi în preajma marilor aventuri; faliți ai luptelor politice, bancheri ahtiați după un plasament cu perspective, trântori de toate categoriile, expatriați de neputința de a munci, o coasociere interlopă de patimi, de vieți și de ambiții bolnave. | ” |

Ca să arate cât de serios tratează această problemă, Tătărescu a ordonat arestarea lui Mihail Manoilescu când acesta a revenit în țară de la Paris, unde ar fi avut o întrevedere cu Carol Caraiman (odată cu renunțarea la tron, Carol își schimbase și numele). Tătărescu a invitat, pentru a da o lovitură de imagine adversarului său, toți ziariștii români și străini pentru a le distribui declarații scrise și facsimile din jurnalul intim al lui Manoilescu. Acesta din urmă spunea că Tătărescu 

„...găsise mult așteptatul prilej să se releve în fața lui Ionel Brătianu, pentru a ajunge, în fine, ministru plin”. 
Mai mult, Manoilescu îl atacă pe Tătărescu cu acest prilej declarând că 
„La sfârșitul anului 1927, subsecretarul de stat de la Interne, Tătărescu, care era și președintele unei bănci unde Nițescu era administrator delegat, s-au dus personal la Banca Națională (împreună cu Nițescu) și l-au rugat pe Oscar Kiriacescu să ajute această bancă fiindcă Nițescu ar fi făcut servicii guvernului, informându-l la timp de acțiunea lui Manoilescu”.
Din momentul producerii actelor constituționale ce consfințeau renunțarea la tron a prințului moștenitor Carol și până la spectaculoasa restaurație din vara lui 1930, Gheorghe Tătărescu și-a manifestat deplina solidaritate cu șefii săi politici și a combătut încercările unor partide politice sau personalități individuale de a pune pe tapet „chestiunea închisă”. După ce Restaurația a devenit fapt împlinit, Tătărescu nu s-a distanțat brusc de șefii săi anticarliști Vintilă I. C. Brătianu și I. G. Duca, însă a devenit ceva mai rezervat și mai nuanțat, în speranța creării unei punți de reconciliere cu noul suveran al României.
Această dilemă a adâncit și mai mult conflictul dintre „bătrânii liberali” reprezentați de Dinu Brătianu și Constantin Angelescu și „tinerii liberali” adunați în jurul lui Gheorghe Tătărescu și Victor Iamandi. Tătărescu își consolidase poziția în partid în 1931, când  președintele I. G. Duca l-a învestit în funcția importantă de secretar general al PNL. Odată cu creșterea influenței în interiorul partidului, politicianul gorjean își atrăgea tot mai mulți adepți ai politicii sale, cei mai mulți tineri. În 1930 el preciza că „fiecare partid va trebui, în sfârșit, să promoveze cu grabă tineretul care, crescut și format în atmosfera României întregite, va aduce în viața politică nu numai energia creatoare și entuziasmul tinereții, dar și contribuția unor concepții politice străbătute de mai puțin egoism de partid și de mai mult spirit de solidaritate națională”.
Sciziunea în rândurile partidului a apărut și ca urmare a manevrelor lui Carol al II-lea, care urmărea înlăturarea lui Vintilă Brătianu de la conducere și, prin aceasta, subordonarea partidului scopurilor sale. Principele moștenitor și-a început opera imediat ce a ajuns în țară: l-a chemat în audiență pe tânărul istoric Gheorghe Brătianu, fiul adversarului său ireductibil I. I. C. Brătianu și membru în Comitetul executiv al Partidului. Tânărul, ignorând avertismentul unchiului său, Vintilă Brătianu, de exludere din partid, acceptă propunerea viitorului suveran care și-a exprimat dorința de a strânge toate partidele în jurul tronului și de a conlucra cu Partidul Național Liberal, iar dacă acest deziderat ar fi fost imposibil, solicita măcar sprijinul tineretului liberal. Gheorghe Brătianu a fost exclus din partid și, în replică, acesta s-a proclamat în iunie 1930 șef al PNL și, împreună cu o serie de adepți a creat o altă grupare purtând o denumire similară, dar care punea pe primul plan al acțiunilor sale devotamentul față de rege.
Cealaltă facțiune, a „tinerilor liberali”, din care făceau parte Gheorghe Tătărescu, Ion Inculeț, Valer Pop, Richard Franasovici, Ion Manolescu-Strunga și doctorul Augustin Pordea au răspuns și ei inițiativei regale. În noiembrie 1930 aceștia intenționau chiar să adreseze o scrisoare lui Vintilă Brătianu, prin care îi cereau să demisioneze de la conducerea partidului, dar au renunțat după ce li s-au dat asigurări că la conducere va fi adus I. G. Duca. Acesta din urmă a dat de înțeles că liberalii acceptă faptele împlinite.
Odată cu dispariția lui Vintilă Brătianu pe 22 decembrie 1930, se stinge și rolul fruntaș deținut de familia Brătianu în viața politică a României. La câteva zile după moartea lui, C.C. al PNL a ales ca președinte pe I. G. Duca, iar Gheorghe Tătărescu a fost numit în funcția de secretar general al partidului. Se dădea, astfel, satisfacție curentului „tinerilor liberali” care, treptat, începeau sa-și impună atât programul ideologic și de acțiune cât și cadrele în conducere.

## Prima guvernare (3 ianuarie 1934-28 decembrie 1937)
Gh. Tătărescu și membrii cabinetului său au depus jurământul pe 5 februarie 1934, la Sinaia. S-a speculat mult în jurul aducerii lui Tătărescu în fruntea guvernului prin intervenția directă a regelui, înainte de desemnarea șefului Partidului Național Liberal, care ar fi trebuit să asume președinția Consiliului de Miniștri. Potrivit lui Pamfil Șeicaru, observator, în noaptea de 2/3 ianuarie 1938, din casa lui Gheorghe Tătărescu, al dezbaterilor referitoare la succesiunea politică a lui I. G. Duca, fostul prim-ministru asasinat de legionari, regele Carol al II-lea ar fi vrut ca președinte de Consiliu pe Richard Franasovici, care însă refuzase, recomandându-l în schimb pe Gheorghe Tătărescu. Acesta refuză la rândul lui președinția Consiliului, insistând ca ea să fie cedată lui Constantin. I. C. Brătianu, odată cu aceea a partidului. Au fost necesare insistențele principalilor fruntași ai Partidului Național Liberal pentru ca Tătărescu să accepte, cu acordul prealabil al lui Constantin. I. C. Brătianu, președinția Consiliului de miniștri, urmată de reconfirmarea sa în funcția de secretar general al partidului.
Guvernarea lui Gheorghe Tătărescu poate părea a reuni aspecte contradictorii, după cum au observat unii istorici. Pe de o parte, anii 1934-1937 au însemnat pentru România prestigiu, stabilitate și bunăstare. Au însemnat relansarea economiei după dureroasa criză mondială. Pe de altă parte, una din cele mai grave acuzații care i se aduc politicianului este că, în timpul mandatului său, a contribuit la destrămarea partidelor - începând chiar cu cel din care făcea parte - la desființarea democrației și la concursul dat regelui Carol al II-lea pentru instaurarea dictaturii regale. De altfel, el este găsit vinovat de mulți diplomați ai vremii și de rușinoasa destituire a lui Nicolae Titulescu.
Prin măsurile legislative adoptate, în continuitate cu opera de legiferare din vremea guvernării lui Ion I. C. Brătianu, guvernul Tătărescu a protejat dezvoltarea economică a țării, inclusiv a industriei naționale, a stimulat comerțul și mai ales exportul, a încurajat agricultura, a însănătoșit finanțele iar nivelul general de trai a crescut. Au fost adoptate legi privitoare la organizarea și funcționarea institușiilor statului, la organizarea administrativă a țării, la administrarea justiției. A fost întărită capacitatea de apărare a țării și îmbunătățită starea armatei. Importante au fost și măsurile luate în vederea restructurării și dezvoltării învățământului de toate gradele.

### Redresarea economică
În domeniul politicii economice, o caracteristică a guvernării liberale tătăresciene a fost intervenția statului, având drept scop amplificarea și concentrarea efortului național de dezvoltare a economiei. Guvernarea Tătărescu a pornit de la premisa că, în mod provizoriu, pentru a revigora economia era necesară introducerea unui dirijism care să se substituie inițiativei private. Implicarea aceasta directă a statului a adus efecte pozitive economiei românești: contingentarea importurilor, controlul devizelor, sporirea unor taxe vamale la import, acordarea de prime de export, investiții, legislație de încurajare pentru unele ramuri ale industriei etc.					
Toate aceste măsuri ce vizau relansarea economiei naționale au făcut din depășirea crizei economice cheia de boltă a guvernării tătăresciene, alături de problema înarmării naționale. Dar saltul economic pe care l-a făcut România în această perioadă a contribuit din plin la asigurarea prosperității firmelor legate de camarilă (apropiații regelui) și, într-o mai mică măsură, la creșterea nivelului de trai al populației.
Întregul complex de măsuri adoptate în legislața 1934-1937 a impulsionat economia națională, care a cunoscut o serie de prefaceri cantitative și calitative, insuficiente însă pentru a reduce distanța ce ne separa de statele industriale, deoarece creșterea economică a României era periferică și conjuncturală, generând posibilități reduse de schimbări structurale socio-economice, chiar pe termen lung.

### Slăbirea sistemului democratic
Dacă în plan economic, guvernarea Gheorghe Tătărescu a reprezentat un relativ succes, în ceea ce privește menținerea regimul democratic lucrurile nu stau deloc la fel. Încă de la debutul său în noua postură, Tătărescu, deși era deplin conștient de criza sistemului politic, nu a dat nici un semn că ar urmări consolidarea și stabilizarea structurilor parlamentar-democratice. Acțiunile sale au generat o intensificare a luptelor dintre partide. Erorile guvernării, conjugate cu ascensiunea curentelor extremiste, au reușit să determine pierderea încrederii oamenilor în regimul democratic și să favorizeze instaurarea dictaturii regale în 1938. Gheorghe Tătărescu dovedea un devotament față de monarhie puțin obișnuit pentru un șef de guvern. Se zice că atunci când regele îi cerea ceva ce se putea realiza el spunea: „S-a făcut, Majestate!”, iar când îi cerea un lucru imposibil de realizat răspundea: „Se face, Majestate!”. Al. Vaida Voievod spunea despre el că: „râde cînd regele râde și plânge când regele e întristat”.
Gheorghe Tătărescu făcea parte din facțiunea "tinerilor liberali", promovând liberalismul social și etatismul, dar, în același timp, se folosea și de retorica naționalismului extremist, pentru a încerca să îndepărteze voturile de la Mișcarea legionară. Fratele său, Ștefan Tătărescu, conducea formal Partidul Național-Socialist din România (PNSR), formațiune nazistă controlată de fapt de prim-ministrul Gheorghe Tătărescu, care a încercat, prin ea, să preia din influența legionarilor. Influența PNSR asupra guvernării Tătărescu a avut și efecte concrete: înlăturarea ministrului de externe Nicolae Titulescu și înlocuirea sa cu Victor Antonescu.

## A doua guvernare (25 noiembrie 1939 - 4 iulie 1940)
Cel de-al doilea mandat de premier al lui Gheorghe Tătărescu nu s-a mai ridicat la nivelul atins de primul. Țara nu a mai cunoscut performanțele economice și sociale dintre anii 1934-1937. Economia țării se afla într-o situație dificilă. Un factor important l-a constituit și faptul că Gheorghe Tătărescu și guvernul nu se mai bucurau acum de sprijinul politic al P.N.L., fapt care a complicat și mai mult situația.
Conștient fiind de situația deosebită în care se afla țara, Gheorge Tătărescu declara la Postul Național de Radio, în ziua de 28 noiembrie 1939: „Am fost chemat, prin înalta încredere a M. S. Regelui, la cel mai înalt post de răspundere în stat, iar Guvernul ce prezidez a fost chemat să stăpânescă una din cele mai grele situații din ultimul timp”. Ca și la începutul guvernării din 1934-1937, premierul Gheorghe Tătărescu și regele Carol al II-le, au încercat să realizeze un fel de conciliere cu unele forțe politice din opoziție, îndeosebi din P.N.L. și P.N.Ț. În unele cazuri au reușit, drept dovadă fiind prezența ca miniștri în cele două guverne formate de Tătărescu între noiembrie 1939 și iulie 1940, a personalităților țărăniste Mihai Ralea, Petre Andrei, Grigore Gafencu și Mihail Ghelmegeanu, cât și a liberalilor Victor Slăvescu, Ion Nistor sau Constantin Angelescu. Cu mențiunea însă că nici unul dintre acești politicieni nu colaboraseră cu Guvernul Tătărescu din solidaritate, ci era mai degrabă o modalitate a partidelor de opoziție de a păstra echilibrul forțelor politice. Liderii celor două partide, Dinu Brătianu și Iuliu Maniu, excludeau orice colaborare cu Guvernul Tătărescu. În cadrul acestei concilieri naționale, pentru a cărei înfăptuire s-a folosit de premierul Gheorghe Tătărescu și de guvernul condus de el, Carol al II-lea îi includea și pe legionari. Carol l-a primit în audiență pe Horia Sima: atunci s-au stabilit unele acte de clemență de care au beneficiat legionarii, sub cuvânt că ei se vor integra în viața socială. Legionarii au fost eliberați din lagăre și din închisori, cei mai mulți reluându-și activitatea politică, situație care avea să creeze, puțin mai târziu, mari probleme climatului politic și social din România.
Guvernul Tătărescu a inițiat noi măsuri pentru întărirea statului carlist. Printre acestea amintim „Decretul-lege asupra publicațiilor clandestine” al cărui scop era să asigure controlul strict al publicațiilor opoziției. De asemenea, actul normativ introducea domiciliul obligatoriu pentru conducătorii partidelor din opoziție.
Ca premier și adept convins al monarhiei, Gheorghe Tătărescu a contribuit nemijlocit la consolidarea regimului de dictatură insaturat de Regele Carol al II-lea. În cuvântarea rostită la radio, la 28 noiembrie 1939, primul-ministru afirma: „Reorganizarea tuturor serviciilor publice trebuie continuată și fără întrerupere pentru a putea așeza dezvoltarea statului pe noile drumuri deschise de Constituția din februarie 1938”. Iar la conferința cu prefecții, din același an, demnitarul a formulat îndrumări foarte exacte și hotărâte, atrăgând atenția reprezentanților guvernului din teritoriu cu privire la respectarea prevederilor legale, desigur, prevederi legale în spiritul regimului autoritar carlist. Ținând cont de înrăutățirea continuă a situației internaționale, una dintre prioritățile guvernului a fost, din nou, întărirea capacității de apărare a țării. Premierul declara la Radio în martie 1940 că „Preocuparea supremă a întregii țări trebuie să rămână, și în decursul acestui an, întărirea oștirii și desăvârșirea apărării naționale [...] Guvernul nu are altă preocupare. Trebuie să desăvârșim fortificarea țării...” . Despre necesitatea mobilizării tuturor resurselor materiale și umane pentru apărarea țării, Gheorghe Tătărescu a vorbit, în termeni imperativi, cu ocazia întâlnirii de lucru avută cu primarii și prefecții din județul Cluj în ianuarie 1940: „...anul acesta, ultimul ban disponibil într-o instituție, într-un așezământ public, trebuie să meargă la armata care este pe zonă și la armata dinapoi...”   												
Datorită poziției foarte puternice obținută de Germania în Europa și a situației critice a aliaților tradiționali ai României, guvernul Tătărescu a fost nevoit să semneze în mai 1940 Pactul petrol-armament cu Germania. Acest acord a determinat creșterea dependenței României față de Germania hitleristă. Între timp s-a produs și demisia lui Grigore Gafencu din funcția de ministru al Afacerilor Străine, ca urmare a împotrivirii acestuia față de politica de cedare în fața Germaniei hitleriste. În locul rămas vacant a fost numit Ion Gigurtu, un progerman convins.
Punctul culminant al guvernării eșuate a lui Gheorghe Tătărescu din 1939-1940 l-a reprezentat cedarea Basarabiei și Bucovinei de Nord sovieticilor. În noaptea de 26/27 iunie 1940, Guvernul sovietic a somat Guvernul României să parăsească urgent cele două ținuturi care urmau să intre în componența Uniunii Sovietice. În aceste condiții Gheorghe Tătărescu, dându-și seama ce se va întâmpla în viitorul apropiat, a demisionat din funcția de premier al României. 						
După abdicarea Regelui Carol al II-lea în favoarea fiului său Mihai I, adevăratul conducător al statului a devenit Ion Antonescu, care, lipsit de sprijinul politic al partidelor istorice și-a asociat până la urmă Mișcarea Legionară la guvernare. Legionarii au dorit să se răzbune pentru represiunea îndreptată împotriva lor în timpul dictaturii regale. Lista cu foștii înalți demnitari carliști care urmau să fie uciși era lungă, cuprinzând și pe Gheorghe Tătărescu. Acesta a fost adus la sediul prefecturii poliției Capitalei, condusă de legionari, în ziua de 30 noiembrie 1940, în vederea lichidării fizice. Numai ezitarea de moment a lui Horia Sima și, mai cu seamă, gestul energic al subsecretarului de Stat la Ministerul de Interne, Alexandru Rioșanu a făcut ca viața fostului prim-ministru să fie salvată. În primii ani ai războiului de pe frontul din Răsărit, Gheorghe Tătărescu a avut o singură ieșire în public notabilă. Răspunzând invitației mareșalului Ion Antonescu, a mers la Chișinău și din tribuna oficială a asistat la manifestările prilejuite de împlinirea unui an de când armata română desrobise țara românească de peste Prut. Desigur că această prezență a lui Tătărescu la Chișinău avea să fie speculată de către adversarii săi politici și folosită la momentul oportun. 		
Gheorghe Tătărescu s-a retras la conacul său de la Poiana-Gorj. Aici a redactat cunoscutul memoriu intitulat „Politica noastră externă” în anul 1943. Memoriul avea ca obiectiv politica externă a statului român desfășurată de la izbucnirea celui de-Al Doilea Război Mondial până la evacuarea Basarabiei și a Bucovinei de Nord. În august 1943, Tătărescu încheie redactarea unei scrisori cu caracter politic pe care a înmânat-o personal mai multor colaboratori din partid și din guvernele pe care le-a prezidat.

## Activitatea politică după 23 august 1944
După 23 august 1944, invocând calitatea sa de secretar general al P.N.L., Gheorghe Tătărescu, care începuse o acțiune politică proprie, susținut de un grup de partizani, încă din vremea dictaturii lui Ion Antonescu, a încercat să strângă în jurul său întregul partid și să imprime orientarea pe care o socotea acum necesară: elaborarea unei politici interne de centru-stânga, de reforme sociale și politice menite să adapteze România evoluției europene generale în acest sens, în perioada de după război. Despre politica externă, Tătărescu considera că ea trebuia dusă pe raporturi prioritare de alianță cu Uniunea Sovietică în a cărei sferă de influență era convins că România intrase odată cu încheierea conflagrației mondiale.				

### PNL-Tătărescu
Credința lui Gheorghe Tătărescu, împărtășită în anumită măsură și de reprezentanți ai P.N.L. de sub șefia lui C. I. Brătianu, era că numai prin această adaptare la împrejurările create în urma războiului, partidul putea să supraviețuiască. 	
Tătărescu a încercat, în mai multe rânduri, să ia legătura cu Dinu Brătianu în vederea înfăptuirii unității liberale. El considera că „gravitatea problemelor ce interesează viitorul nostru”  îl îndeamnă la aceste demersuri, iar neînțelegerile din partid trebuiau lăsate la o parte.  Dinu Brătianu a rămas, însă, intransigent la cererile lui Tătărescu nerăspunzându-i la nici una din scrisori. În aceste condiții, Tătărescu a început o laborioasă campanie în toată țara pentru reorganizarea Partidului Național Liberal în jurul său. La 1 iulie 1945, Delegații de la Congresul general al partidului au proclamat, în unanimitate, pe Gheorghe Tătărescu președintele noului Partid Național Liberal. Erau acum oficial două partide liberale: P.N.L.- Dinu Brătianu și P.N.L.- Tătărescu. 		

### Viceprim-ministru și ministru al Afacerilor Străine în Guvernul Groza
Gheorghe Tătărescu a fost unul dintre puținii oameni politici români care în anii celui de-al Doilea Război Mondial nu și-a făcut iluzii în mult așteptatul sprijin anglo-american pentru România. În septembrie 1943, el îi spunea diplomatului român Raoul Bossy: „Pacea va fi încheiată sub semnul biruinței rusești”.					
La sfârșitul anului 1944, România se afla sub ocupația trupelor sovietice. Regimul instaurat pe 23 august nu putea fi schimbat însă peste noapte cu unul comunist. Partidul Comunist din România nu avea capacitatea să preia singur puterea, iar, pe de altă parte, sovieticii voiau să menajeze eventualele suspiciuni ale aliaților ei occidentali. Tătărescu s-a arătat dispus la colaborare, probabil în ideea că înțelepciunea și prestigiul său politic îi vor da câștig de cauză în fața sovieticilor. Dar în tot timpul colaborării sale guvernamentale, Gh. Tătărescu nu a putut să depășească condiția de „tovarăș de drum”  pe care Kremlinul i-o fixase tacit. 							
După mai multe discuții pe această temă, liderii comuniști au ajuns la concluzia că ar putea avea beneficii dintr-o colaborare cu Tătărescu. Gheorghiu-Dej spunea că „Tătărescu cunoaște foarte multe fapte. Dacă am putea să-l convingem pe Tătărescu, care este un tip realist, să ia poziție impotriva lui Maniu, ar fi bine. De o mie de ori este mai compromis Iuliu Maniu decât Tătărescu”. Și Lucrețiu Pătrășcanu era de acord cu colaborarea cu Tătărescu: „...cred că Tătărescu trebuie păstrat ca o rezervă întru-cât reprezintă o figură care poate fi ușor manevrată”. Prin apropierea lui Tătărescu de F.N.D., comuniștii urmăreau să atragă în noua formațiune politică și câteva personalități liberale sau țărăniste loiale acestuia. Liderii comuniști, chiar dacă nu recunoșteau, se temeau, totuși, de calitățile diplomatice ale fostului premier. De aceea, o condiție unanimă pentru colaborarea cu Tătărescu era interzicerea ca acesta din urmă să facă parte din guvern. Vasile Luca spunea că „ ...este exclus ca Tătărescu să fie membru al guvernului”.				
Stalin a trimis la București pe A. I. Vâșinski, la 28 februarie 1945, iar pe 6 martie acesta a impus noul guvern Petru Groza. Cu toată opoziția celor din F.N.D., Gheorghe Tătărescu și unii dintre adepții săi au intrat în guvernul nou format, Tătărescu fiind vicepreședinte al Consiliului de Miniștri și ministru al Afacerilor Străine. Dușmanii și adversarii politici ai lui Tătărescu nu au aprobat intrarea politicianului în Guvernul Groza și l-au calificat drept trădător.

### Șeful delegației române la Conferința de Pace de la Paris
În august 1946, delegația română condusă de Gheorghe Tătărescu pleacă la Conferința de Pace de la Paris. Când a luat cuvântul, ministrul român de Externe s-a mulțumit să ceară ușurarea clauzelor economice din partea Angliei și Americii, dar chestiunile vitale - frontierele de nord-est și plecarea trupelor rusești din țară - nu au fost atinse. Despre aceasta, generalul Constantin Sănătescu spunea că „Nu se poate ca Gheorghe Tătărescu să nu răspundă de aceste abuzuri”.		
La 10 februarie 1947, Gheorghe Tătărescu, în calitate de viceprim-ministru, ministru de Externe și conducător al delegației române, își va pune semnătura pe Tratatul de Pace. Conștient de istorica răspundere, Tătărescu simte nevoia unei justificări prin declarații care le face în preajma plecării la Paris. El afirma că Tratatul de Pace,
| “ | Trebuie considerat ca un sfârșit și, totodată, ca un început... El lichidează un război pierdut... și constituie un punct de plecare pentru o viață nouă ... | ” |

Pe vremea când se afla în fruntea delegației României la Paris, Gheorghe Tătărescu a fost îndemnat de oamenii politici români din emigrație să nu semneze și să rămână în străinătate. Răspunsul demnitarului a fost unul calm, cu liniștea celui care se sacrifică: „Gestul refuzului de a semna mi-ar folosi mie, nu țării, deoarece nu ar schimba nimic. Rușii vor continua să rămână. Eu nu cred într-un război între Occident și comunism. Datoria mea este să semnez Tratatul de Pace ca să salvez ce mai rămâne din România. La Ialta, Occidentul ne-a predat rușilor. Conștiința mea de român îmi poruncește să mă întorc în țară și să sufăr cu compatrioții mei [...] Eu aleg, conștient de toate riscurile, lupta pentru români, pentru libertatea lor. Resping eroismul prin procură dată altora”.

### Înlăturarea din Guvern
Odată semnat Tratatul de pace, încep atacurile fățișe la adresa lui Tătărescu și a grupării sale. În mai 1947 se dă clandestin publicității memoriul pe care Gheorghe Tătărescu intenționa să-l prezinte și să-l discute în Guvern. În memoriu se aduceau numeroase critici reformelor economice și măsurilor politice opresive ale Guvernului din care încă făcea parte. Organul central de presă al P.N.Ț. „Dreptatea” titra: „P.C.R. nu poate ierta și nu va ierta d-lui Tătărescu actul publicat...”. 										
Văzând că nu mai poate salva nimic, Tătărescu a încercat să se justifice într-un articol publicat în propria gazetă, „Drapelul”. El declara că participarea sa și a partizanilor săi la această guvernare a vrut să reprezinte o forță de echilibru și de armonizare în guvernul Groza. 			
Toate încercările lui Tătărescu de a ieși dintr-o situație devenită imposibilă au fost zadarnice. La 3 noiembrie 1947, Comisia afacerilor externe a Parlamentului adoptase „moțiunea de neîncredere” față de activitatea ministerului de Externe. În ziua următoare toți miniștri tătărescieni sunt demiși. Gheorghe Tătărescu se retrage de la conducerea partidului în favoarea secondantului său, Petre Bejan. Însă în noaptea de 5/6 mai 1950, aproape toți foștii miniștri tătărescieni, în frunte cu liderul lor, sunt arestați și întemnițați la Sighet.

## Perioada detenției

Mormântul lui Gheorghe Tătărescu (1824-1872), bunicul lui Gheorghe Tătărăscu, la Muzeul Arhitecturii Populare din Gorj, unde a fost transferat în 2002 de la Poiana – Rovinari

Politicianul nu a rămas în închisoarea din Sighet decât până în decembrie 1950, când este adus la București și depus în vestitul arest “B.J” al Securității, situat în Calea Plevnei.
Nedumerit asupra motivelor pentru care fusese adus de la Sighet la București, Tătărescu încearcă să aducă din proprie inițiativă un supliment de informații despre activitatea sa politică trecută, întocmind un foarte lung memoriu referitor la istoria politică a României în care a fost direct implicat în perioada 1912- 1947. Așa se face că la 20 iulie 1951 termină de scris și semnează respectivul memoriu, în sprijinul anchetatorilor care să-i cunoască trecutul politic, dar și vederile de viitor și în credința că autoritatea superioară  va judeca în cunoștință de cauză și va decide cu un ceas mai devreme asupra situației sale de deținut politic încercat și de o grea suferință fizică, pe lângă încărcătura morală și presiunea psihică cauzate de starea în care se afla. 						
Memoriul este un document de istorie politică, în care sunt menționate cele mai multe din acțiunile politice ale lui Gheorghe Tătărescu, minus, evident, cele care prin natura împrejurărilor i-ar fi îngreunat și mai mult situația de deținut politic. Din decembrie 1950, când fusese adus de la penitenciarul Sighet, în arestul din București al Securității, și până în vara anului 1951, nu se hotărâse încă nimic în privința sa. 									
În vreme ce Gheorghe Tătărescu era ținut în arestul Securității din Calea Plevnei, lucrătorii din serviciul Evidență al Ministerului Securității Statului căutau în arhive probele incriminatorii din activitatea trecută a lui Tătărescu, pentru a le putea folosi în scop de intimidare în anchetele la care era supus, legate nemijlocit de “Cazul Pătrășcanu” .
În cele din urmă, Gheorghe Tătărescu a fost nevoit să scrie și să semneze cu propria-i mână declarația atât de așteptată de Gheorghiu-Dej și oamenii săi. Toți cei din cazul Pătrășcanu au fost condamnați, unii la moarte, alții la închisoare. Tătărescu n-a fost judecat sau condamnat și, totuși, a rămas în închisoare. Când a fost, mai târziu, eliberat, aproape concomitent au fost amnistiați de restul pedepsei și condamnații din “Procesul Pătrășcanu”. 		

Cu două zile înainte de moartea sa, pe 18 martie 1957, la Spitalul Panduri, Gheorghe Tătărescu, i-a spus fiicei sale, Sanda Tătărescu-Negropontes:
„Cumplite vremi mi-a fost dat să trăiesc, copilule!.”